# Badbergen
Badbergen è un comune di 4.515 abitanti della Bassa Sassonia, in Germania.
Appartiene al circondario (Landkreis) di Osnabrück (targa OS) ed è parte della comunità amministrativa (Samtgemeinde) di Artland.

## Geografia antropica

### Suddivisioni amministrative
Oltre al capoluogo (Badbergen), il territorio comunale comprende le frazioni (Ortsteil) di  Grönloh, Groß Mimmelage, Grothe, Langen, Lechterke, Vehs, Wehdel, Wohld e Wulften.